# Arrondissement de San Remo
L’arrondissement de San Remo est un ancien arrondissement du département des Alpes-Maritimes créé en 1805, après l'annexion par la France de la république de Gênes, et supprimé le 11 avril 1814, après la chute de l'Empire.

## Composition

Carte des Alpes-Maritimes en 1805, présentant sa division en arrondissements (bleu : Puget-Théniers, vert : Nice, mauve : San Remo) et cantons.

L'arrondissement de San Remo comprenait les cantons et communes suivants :
- Canton de San Remo : La Colla (it) ; San Remo
- Canton de Vintimille : Airole ; Bevera (it) ; Camporosso ; La Penna ; Vintimille
- Canton de Bordighera : Bordighera ; Borghetto ; San Biagio ; Sasso ; Seborga ; Soldano ; Vallebona ; Vallecrosia

Situation dès 1807 (arr. de San Remo en vert)

- Canton de Taggia : Badalucco ; Castelbajardo ; Ceriana ; Montalto ; Taggia
- Canton de Triora : Triora
- Canton de Pigne : Castel Franco ; Pigne
- Canton de La Brigue : La Brigue ; Tende (dès 1807)
- Canton de Perinaldo : Apricale ; Borjardo ; Dolceacqua ; Isolabona ; Perinaldo ; Rochetta
- Canton de Saorge : Breil ; Saorge (dès 1807)

## Sous-préfets
| Période                            | Période     | Identité                    | Fonction précédente   | Observation              |
| ---------------------------------- | ----------- | --------------------------- | --------------------- | ------------------------ |
| 13 thermidor an XIII 1er août 1805 | 7 août 1810 | Aimé Chassepot de Chaplaine | Sous-préfet de Monaco | Nommé préfet de l'Ariège |